# Android (singel TVXQ)
ANDROID – trzydziesty piąty singel południowokoreańskiego zespołu TVXQ, wydany w Japonii 11 lipca 2012 roku przez Avex Trax. Został wydany w trzech edycjach: regularnej CD, limitowanej CD+DVD oraz „Bigeast”. Osiągnął 1 pozycję w rankingu Oricon i pozostał na liście przez 9 tygodni, sprzedał się w nakładzie 175 544 egzemplarzy w Japonii. Singel zdobył status złotej płyty.

## Lista utworów

### CD
| CD | CD                              | CD     | CD                                                                     | CD                                                                     | CD      |
| Nr | Tytuł utworu                    | Tekst  | Kompozycja                                                             | Aranżacja                                                              | Długość |
| -- | ------------------------------- | ------ | ---------------------------------------------------------------------- | ---------------------------------------------------------------------- | ------- |
| 1. | „ANDROID”                       | H.U.B. | Anders Grahn, Grace Tither & Emil Carlin                               | Anders Grahn, Grace Tither & Emil Carlin                               | 4:23    |
| 2. | „BLINK”                         | H.U.B. | Johan Gustafson, Fredrik Haggstam, Sebastian Lundberg & Andrew Jackson | Johan Gustafson, Fredrik Haggstam, Sebastian Lundberg & Andrew Jackson | 3:52    |
| 3. | „ANDROID -modest gothic remix-” | H.U.B. | Anders Grahn, Grace Tither & Emil Carlin                               | Shinjirō Inoue                                                         | 4:21    |
| 4. | „ANDROID” (Less Vocal)          |        | Anders Grahn, Grace Tither & Emil Carlin                               | Anders Grahn, Grace Tither & Emil Carlin                               | 4:21    |
| 5. | „BLINK” (Less Vocal)            |        | Johan Gustafson, Fredrik Haggstam, Sebastian Lundberg & Andrew Jackson | Johan Gustafson, Fredrik Haggstam, Sebastian Lundberg & Andrew Jackson | 3:51    |

### CD+DVD
| CD | CD                     | CD     | CD                                                                     | CD                                                                     | CD      |
| Nr | Tytuł utworu           | Tekst  | Kompozycja                                                             | Aranżacja                                                              | Długość |
| -- | ---------------------- | ------ | ---------------------------------------------------------------------- | ---------------------------------------------------------------------- | ------- |
| 1. | „ANDROID”              | H.U.B. | Anders Grahn, Grace Tither & Emil Carlin                               | Anders Grahn, Grace Tither & Emil Carlin                               | 4:23    |
| 2. | „BLINK”                | H.U.B. | Johan Gustafson, Fredrik Haggstam, Sebastian Lundberg & Andrew Jackson | Johan Gustafson, Fredrik Haggstam, Sebastian Lundberg & Andrew Jackson | 3:52    |
| 3. | „ANDROID” (Less Vocal) |        | Anders Grahn, Grace Tither & Emil Carlin                               | Anders Grahn, Grace Tither & Emil Carlin                               | 4:21    |
| 4. | „BLINK” (Less Vocal)   |        | Johan Gustafson, Fredrik Haggstam, Sebastian Lundberg & Andrew Jackson | Johan Gustafson, Fredrik Haggstam, Sebastian Lundberg & Andrew Jackson | 3:51    |

| DVD | DVD                    | DVD     |
| Nr  | Tytuł utworu           | Długość |
| --- | ---------------------- | ------- |
| 1.  | „ANDROID” (Video Clip) |         |
| 2.  | „Off Shot Movie”       |         |

## Notowania
| Lista                             | Pozycja |
| --------------------------------- | ------- |
| Oricon Weekly Singles Chart       | 1       |
| Oricon Yearly Singles Chart       | 40      |
| Billboard Japan Hot 100           | 2       |
| Billboard Japan Top Singles Sales | 1       |